# حصن بن سعدان

تعديل مصدري - تعديل

حصن بن سعدان هي إحدى قرى عزلة القارة بمديرية رصد التابعة لمحافظة أبين، بلغ تعداد سكانها 186 نسمة حسب تعداد اليمن لعام 2004.